# Los Marteles
Los Marteles este o arie protejată (arie specială de conservare — SAC, sit de importanță comunitară — SCI) din Spania întinsă pe o suprafață de 2.803,7 ha, integral pe uscat.

## Localizare
Centrul sitului Los Marteles este situat la coordonatele 27°57′08″N 15°31′22″W / 27.9521°N 15.5227°V.

## Înființare
Situl Los Marteles a fost declarat sit de importanță comunitară în octombrie 1999 pentru a proteja 5 specii de plante. Situl a fost protejat și ca arie specială de conservare în ianuarie 2010.

## Biodiversitate
Situată în ecoregiunea , aria protejată conține 5 habitate naturale: Păduri de pin endemic canariene, Păduri de Olea și Ceratonia, Pante stâncoase silicioase cu vegetație casmofită, Câmpuri de lavă și excavații naturale, Plantații de palmieri Phoenix.
La baza desemnării sitului se află mai multe specii protejate de  plante (5): Anagyris latifolia, Isoplexis isabelliana, Onopordum carduelium, Pericallis hadrosoma, Solanum lidii.